# KBS 청소년문학관
《청소년문학관》은 한국방송공사 KBS 1TV의 청소년 대상 단막극 드라마 시리즈로, 1984년 4월 신규 편성되어 10월 종영되었다. 2020년 KBS디지털미디어국에서 유튜브채널 옛날티비를 통해 풀영상을 순차적으로 공개하고 있다.

## 작품 리스트
| 회차 | 방송일           | 작품명            | 원작              | 극본   | 연출   | 출연자 | 영상(풀버전) | 비고 |
| ---- | ---------------- | ----------------- | ----------------- | ------ | ------ | --- | ------------ | ---- |
| 1화  | 1984년 4월 13일  | 엄마의 저금통장   | 케더린 포비스     | 박조열 | 최상현 | 최선아 김순철 정영숙 노주현 서승현 이미경 신종섭 연규진 김동수 이윤정 이재학 이종민 최석구 문수화 윤효영                             |              |      |
| 2화  | 1984년 4월 27일  | 비바리            | 황순원            | 김하림 | 이유황 | 이영수 강수연 권오현 황정아 장기용 정해창 봉수연 신수강 임영식                                                                       |              |      |
| 3화  | 1984년 5월 4일   | 누나의 자전거     | 빈칸              | 박찬성 | 이정훈 | 민태원 백현숙 임동진 반효정 김성원 윤덕용 연운경 양미경 원유재 홍영자 이제신 오중훈                                                  |              |      |
| 4화  | 1984년 5월 11일  | 사랑의 환절기     | 한수산            | 박조열 | 최상현 | 이혜정 이순재 홍요섭 하미혜 백준기 차화연 반효정 박주아 박시영 박양례                                                                |              |      |
| 5화  | 1984년 5월 18일  | 전원교향악        | 앙드레 지드       | 박성조 | 이정훈 | 박근형 강수연 홍요섭 정영숙 김봉근 김진애 이윤정 최문선 이제신 강영아 이재학 곽나현                                                  |              |      |
| 6화  | 1984년 5월 25일  | 교장선생님의 외출 | 한서강            | 윤혁민 | 이유황 | 주현 조용원 권미혜 연운경 김봉근 하대경 오중훈 박용식 박승규 임영식 김동우 강영자 김영기 이제신                                      |              |      |
| 7화  | 1984년 6월 8일   | 어떤 개인 날      | 한수산            | 박조열 | 최상현 | 선우은숙 서영진 홍요섭 백일섭 김선자 사미자 서우림 연운경 김진애 구충서 이원종 노영화 문수화                                         |              |      |
| 8화  | 1984년 6월 15일  | 청춘은 아름다워라 | 헤르만 헤세       | 박성조 | 이정훈 | 이구순 이문희 정재순 문오장 이일웅 안영주 윤상미 양미경 최재성 유순철                                                                |              |      |
| 9화  | 1984년 6월 22일  | 목요일의 아이     | 김민숙            | 이금림 | 최상현 | 황준욱 정복임 이순재 반효정 김세윤 정재순 이구순 박용식 권오현 최석구                                                                |              |      |
| 10화 | 1984년 6월 29일  | 마지막 잎새       | 오 헨리           | 박찬성 | 이정훈 | 정서임 강영자 이신재 임혁주 서영진 남윤정 최문선 전윤찬 임택선 이제신                                                                |              |      |
| 11화 | 1984년 7월 6일   | 첫사랑            | 가와바타 야스나리 | 정하연 | 최상현 | 원석연 김소연 이치우 이경미 노영화 남윤정 지계순 한정국 김동우 이한수 고희준 김정환                                                  |              |      |
| 12화 | 1984년 7월 13일  | 한여름 낮의 꿈    | 박혜림            | 박찬성 | 이정훈 | 김수연 김흥기 염복순 김성겸 백수련 황건일 오혜경 이경영 전윤찬 김선자 윤효영 이제신 장혜숙                                           |              |      |
| 13화 | 1984년 8월 3일   | 내 이름은 마야    | 김민숙            | 이은교 | 최상현 | 하희라 남윤정 민지환 노영화 황건일 이구순 장서희 이연수 남주희 정소미 맹호림 안문숙 김경애                                           |              |      |
| 14화 | 1984년 8월 17일  | 축제여 안녕       | 조경희            | 이은교 | 최상현 | 조성희 김영철 박병호 반효정 김은선 태민영 백현숙 김영선 박희정 박경진 권오현 최석구 윤덕용 임영식 김성란                             |              |      |
| 15화 | 1984년 8월 31일  | 산사에서          | 박혜림            | 박찬성 | 이정훈 | 정효진 서영진 이순재 김을동 정재순 남일우 박영목 홍유진 박용식 이동철 오중훈                                                         |              |      |
| 16화 | 1984년 9월 21일  | 마지막 여름       | 이순              | 박성조 | 이정훈 | 오혜경 황정아 김진해 태민영 최란 문수화 안영주 홍영자 맹호림 박경득 이경영 이성후                                                    |              |      |
| 17화 | 1984년 10월 5일  | 노란 손수건       | 오천석            | 양근승 | 최상현 | 김은선 김기복 김성근 이구순 김영선 백일섭 반효정 박주아 백찬기 노영화 황치훈                                                         |              |      |
| 18화 | 1984년 10월 12일 | 은하의 꿈         | 송광록            | 박찬성 | 이정훈 | 오혜경 김기복 백수련 전무송 맹호림 윤덕용 권오현 이환지 윤효영 이배국 황치훈 오중훈 박연은 이정원 이동철                             |              |      |
| 19화 | 1984년 10월 19일 | 작은 연인들       | 양인자            | 양인자 | 최상현 | 금보라 태민영 서영진 최화정 김효원 김영철 조민아 조성희 남윤정 문수화                                                                |              |      |
| 20화 | 1984년 10월 26일 | 우상의 눈물       | 전상국            | 이은교 | 최상현 | 한진희 안정한 박상대 노동호 박상우 최정훈 이진숙 박영목 유순철 신수강 고희준 김미연 김창현 김기화 이철원 김원화 안병정 진창화 김진경 |              |      |

## 같이 보기
| - KBS 문예극장 - KBS TV 문학관 - KBS 드라마 초대석 - KBS 논픽션 드라마 - KBS TV 문예극장 - KBS 신 TV 문학관 - KBS HDTV 문학관 - KBS 드라마게임 - KBS 드라마 스페셜 (구) - KBS 테마 드라마 - KBS 금요극장 - KBS 일요베스트 - KBS 드라마시티 - KBS 드라마 스페셜 (신) - KBS 드라마 스페셜 연작 시리즈 - KBS 웹드라마 스페셜 - KBS 청소년문학관 - KBS 가요드라마 | - MBC 베스트셀러극장 - MBC 금요극장 - MBC TV 피처 - MBC 베스트극장 - MBC 일요 드라마 극장 - MBC 드라마 페스티벌 - SBS 여성극장 - SBS 70분드라마 - SBS 오픈드라마 남과여 - JTBC 드라마페스타 - tvN 드라마 스테이지 - tvN 드라마 O'PENing |